# Donja nosna školjka
Donja nosna školjka (lat. concha nasalis inferior) je parna kost lubanje koja se proteže uz lateralni zid nosne šupljine. 
Donji nosni hodnik nalazi se ispod donje nosne školjke i između ove kosti i lateralnog zida nosne šupljine.

## Strukture
Kost ima dvije ploštine, dva ruba i dva ekstremiteta. 
Medijalna ploština je konveksna i izdubljena brojnim udubinama.
Lateralna ploština je konkavna i čini donji nosni hodnik (lat. meatus nasi inferior).
Gornji rub je tanak i nepravilan, spaja se s različitim kostima i može se podijeliti u tri djela:
- prednji dio je spojen sa crista conchalis (lat.) gornje čeljusti.
- stražnji dio je spojen sa crista conchalis (lat.) nepčane kosti.
- srednji dio sadrži tri izdanka:
  - suzni izdanak (lat. processus lacrimalis) je vrhom spojen sa suznom kosti, a na stražnjoj strani nalazi se udubina koja sudjeluje u oblikovanju kanala canalis nasolacrimalis (lat.).
  - etmoidalni izdanak (lat. processus ethmoidales) ide prema gore i spaja se s rešetnicom
  - processus maxillaris (lat.) je najveći izdanak koji se spaja s gornjom čeljusti i oblikuje medijalni zid maksilarnog sinusa.

Donji rub je slobodan.